# Monte Beuvray
Il monte Beuvray si trova nel massiccio del Morvan, in Borgogna-Franca Contea (Francia) ed è un rilievo boscoso alto 821 metri. 

## Geografia
Il monte Beuvray si trova nei comuni di Saint-Léger-sous-Beuvray (Saona e Loira), Glux-en-Glenne e Larochemillay (Nièvre). È costituito di rocce vulcaniche. 

## Storia
La montagna ospita il Museo della civiltà celtica e secondo alcuni studiosi avrebbe ospitato l'antico oppidum gallico di Bibracte, capitale economica, religiosa e politica degli Edui, potente popolo celtico alleato di Roma. 
La fortuna di Bibracte derivava dalla sua posizione elevata, che la rendeva un simbolo di potere, e collocata al centro di vie di comunicazione trans-europee e di risorse minerarie. 
Nel 58 a.C., nei pressi del monte, Cesare ingaggiò la battaglia di Bibracte, contro gli Elvezi, preludio alla sua conquista della Gallia. 
Sempre qui, Nel 52 a.C., Vercingetorige fu proclamato capo della coalizione anti-romana 
A Bibracte, dopo la conquista di Alesia, Cesare passò l'inverno scrivendo il De bello Gallico.